# دیدیه دوفاگو
دیدیه دوفاگو (فرانسوی: Didier Défago‎؛ زادهٔ ۲ اکتبر ۱۹۷۷) اسکی‌باز آلپاین اهل سوئیس بود.